# Elezioni regionali nel Lazio del 1995
Le elezioni regionali italiane del 1995 nel Lazio si sono tenute il 23 aprile. Esse hanno visto la vittoria di Piero Badaloni, sostenuto dal centro-sinistra, che ha sconfitto il candidato del Polo, Alberto Michelini, in quelle passate alla storia come le elezioni regionali - in qualsiasi regione d'Italia e a qualsiasi tornata - dal risultato con distacco più esiguo di sempre.

## Risultati
| Candidati                                      | Candidati                                   | Voti                                 | %     | Liste                              | Voti      | %     | Seggi |
| ---------------------------------------------- | ------------------------------------------- | ------------------------------------ | ----- | ---------------------------------- | --------- | ----- | ----- |
|                                                | Piero Badaloni (Per Badaloni) ✔️ Presidente | 1 582 897                            | 48,14 | Partito Democratico della Sinistra | 763 077   | 27,24 | 14    |
| Partito della Rifondazione Comunista           | Piero Badaloni (Per Badaloni) ✔️ Presidente | 1 582 897                            | 48,14 | 258 336                            | 9,22      | 4     |       |
| Popolari - Patto dei Democratici - Liberali    | Piero Badaloni (Per Badaloni) ✔️ Presidente | 1 582 897                            | 48,14 | 167 518                            | 5,98      | 3     |       |
| Federazione dei Verdi                          | Piero Badaloni (Per Badaloni) ✔️ Presidente | 1 582 897                            | 48,14 | 100 211                            | 3,58      | 2     |       |
| Partito Repubblicano Italiano                  | Piero Badaloni (Per Badaloni) ✔️ Presidente | 1 582 897                            | 48,14 | 31 355                             | 1,12      | 1     |       |
| Socialdemocratici - Laburisti                  | Piero Badaloni (Per Badaloni) ✔️ Presidente | 1 582 897                            | 48,14 | 30 823                             | 1,10      | 1     |       |
| Lega Italia Federale                           | Piero Badaloni (Per Badaloni) ✔️ Presidente | 1 582 897                            | 48,14 | 13 516                             | 0,48      | –     |       |
| Seggi assegnati alla lista regionale           | Seggi assegnati alla lista regionale        | Seggi assegnati alla lista regionale | 48,14 | 12                                 |           |       |       |
|                                                | Alberto Michelini (FI-PP - AN - CCD)        | 1 577 521                            | 47,97 | Alleanza Nazionale                 | 687 061   | 24,52 | 12    |
| Forza Italia - Il Polo Popolare                | Alberto Michelini (FI-PP - AN - CCD)        | 1 577 521                            | 47,97 | 530 860                            | 18,95     | 9     |       |
| Centro Cristiano Democratico                   | Alberto Michelini (FI-PP - AN - CCD)        | 1 577 521                            | 47,97 | 117 329                            | 4,19      | 2     |       |
|                                                | Primo Mastrantoni                           | 73 654                               | 2,24  | Lista Pannella - Riformatori       | 35 536    | 1,27  | –     |
| Socialisti e Laici - La Sinistra della Libertà | Primo Mastrantoni                           | 73 654                               | 2,24  | 14 785                             | 0,53      | –     |       |
| Verdi Federalisti                              | Primo Mastrantoni                           | 73 654                               | 2,24  | 13 259                             | 0,47      | –     |       |
|                                                | Pino Rauti                                  | 54 275                               | 1,65  | Movimento Sociale Fiamma Tricolore | 37 869    | 1,35  | –     |
| Totale                                         | Totale                                      | 3 288 347                            | 100   |                                    | 2 801 535 | 100   | 60    |